# Massarina macra
Massarina macra är en svampart som tillhör divisionen sporsäcksvampar, och som beskrevs av (Jacob) Tycho (Conrad) Vestergren. Massarina macra ingår i släktet Massaria, och familjen Massariaceae. Arten är reproducerande i Sverige.